# Arquitectura modernista del Baix Aragó

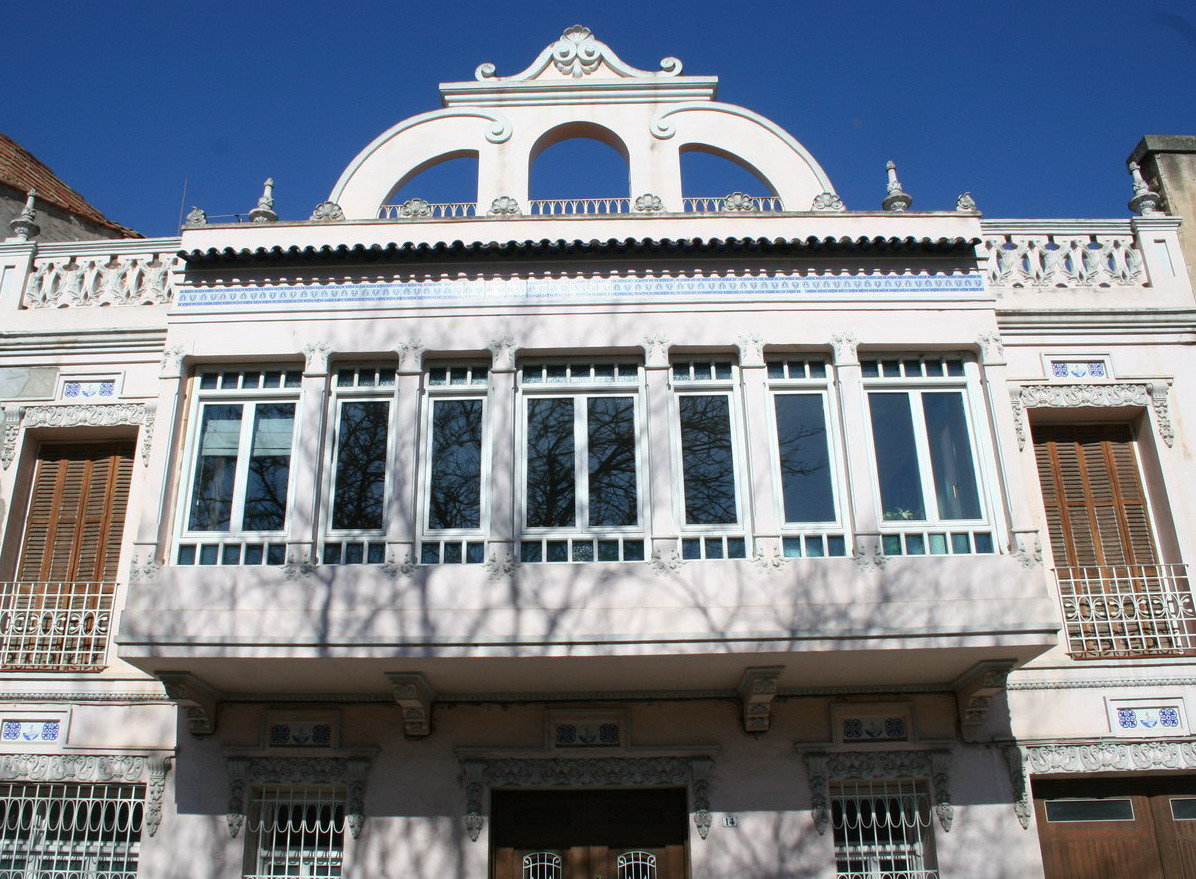
Casa modernista. Passeig Andrade, 14 (Alcanyís)

Durant les primeres dècades del segle xx, la comarca del Baix Aragó (Província de Terol, Espanya) va a rebre els ‘nous aires' del modernisme. Període en el qual conviu amb els historicismes i eclecticismes de tradició vuitcentista. Són característiques les seves formes orgàniques i ondulantes, els motius decoratius vegetals i la clara influència de l' ‘estil floral' del modernisme català.

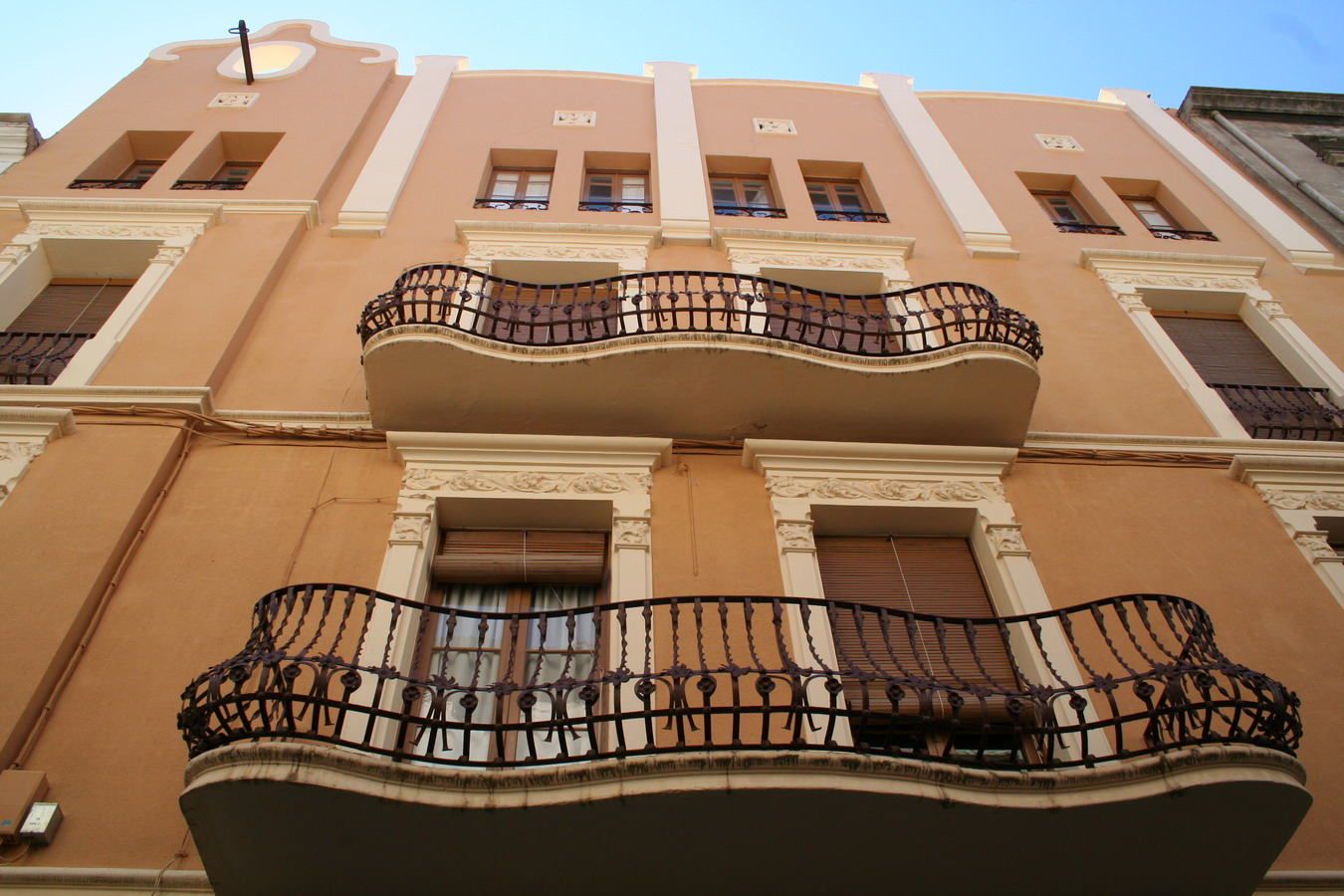
Casa modernista - Casa Taboada (Alcanyís)

L'arquitectura modernista és, bàsicament, un fenomen urbà, vinculat a aquells llocs en què existia una burgesia acomodada, per la qual cosa és lògic que en el Baix Aragó la població que conservi més edificis modernistes sigui la d'Alcanyís. De totes maneres, en les construccions alcanyissanes d'aquest període —primeres dècades del segle xx— té un gran pes la tradició de l'arquitectura popular. Pel que en molts casos, el nou llenguatge artístic es limita a determinats elements com a obres de reixeria, senzills motius decoratius vegetals aplicats a les seves façanes, o balconades de planta sinuosa.

## Alcanyís
Entre els edificis modernistes d'Alcanyís destaquen els corresponents als nombres 14 i 15 del Passeig Andrade, i el construït per Eduardo Jesús Taboada en el número 14 del carrer Alejandre.
La casa modernista situada en el número 14 del Passeig Andrade presenta les característiques pròpies de l'estètica modernista unides a pinzellades o influències llevantines. L'aplicació de nombrosos elements ceràmics (tant en l'exterior com a l'interior), l'abundància de decoració vegetal i el perfil sinuós de la rematada són característics de l'arquitectura modernista. L'estètica llevantina es manifesta en les reixes, en el disseny de la porta principal i, de nou, en els elements ceràmics. A l'interior presenta una bella escala i un interessant sòcol de ceràmica de Manises.
Aquesta casa es va construir en 1925 i es va dissenyar pel seu propietari, l'enginyer Vicente Gimeno. Es va concebre i segueix usant-se com a habitatge unifamiliar. L'origen valencià de la seva esposa explica les importants i ja esmentades influències llevantines que en ella s'observen.
L'edifici situat en el número 15 del Passeig d'Andrade es va construir a principis del segle xx i també és d'estil modernista. Està estructurat en dues plantes, amb un cos central i dos laterals. El protagonisme de tota la façana recau en el seu cos central: emmarcat per filades de carreus, amb un óculo central i rematat per un petit frontó amb perfil corb, flanquejat per ‘gerros' de forma esfèrica.
Un altre interessant exemple de l'arquitectura modernista a Alcanyís ho representa la Casa Taboada. Edifici situat al carrer Alejandre número 14, profundament reformat per iniciativa del notari i historiador Eduardo Jesús Taboada Cabañero (1865-1938). El 1912 les obres de remodelació d'aquest edifici ja eren acabades, perquè en aquest any a la planta baixa va començar l'activitat comercial de la ferreteria. El nom de l'arquitecte és desconegut i només es té el testimoniatge oral dels descendents del senyor Taboada que únicament recorden que procedia de Catalunya. Aquesta última dada quedaria confirmat o, almenys, reforçat, pel segell que marca la procedència barcelonina del pilar de ferro colat en la façana i del conservat a l'interior. A això s'uneix, per descomptat, la tradicional connexió d'aquesta població amb la zona del llevant.
La façana principal mostra diversos elements d'estètica modernista: el seu sinuós cos de rematada, decorat amb un gran motiu de forma oval; les formes també ondulantes de la planta o perfil de la volada de les seves balconades; les baranes de forja decorades amb senzills motius florals; i els motius decoratius de temàtica vegetal que emmarquen les seves obertures. També són interessants els elements florals que adornen el seu pati d'entrada o vestíbul.
La decoració interior del Teatre d'Alcanyís també va ver influït per l'estètica modernista, com, per exemple, en les baranes de les llotges) i en espais concrets, com l'anomenada ‘sala de les palmeres'. Aquesta influència és lògica donat l'origen social dels seus impulsors: la petita burgesia local representada per la Societat Liceu de la Unió. De totes maneres, el moment de la construcció (fi del segle xix) no va afavorir el que aquest edifici acceptés plenament el nou estil, ja que el modernisme aragonès té una cronologia relativament tardana, per la qual cosa cal esperar al segle xx per veure'n les primeres manifestacions. Aquest teatre es va inaugurar el 15 d'agost de 1890. L'obra va ser dirigida per Alejandro Mendizábal, arquitecte i enginyer saragossà. En el concepte hi va pesar més la tradició local i  la decoració manifesta un marcat eclecticisme.
També altres edificis alcanyissans van incorporar algun element proper a l'estètica modernista, amb l'aplicació en les façanes d'elements decoratius vegetals o de forja, com els situats al carrer Blasco número 3 i en el Mur de Santiago número 3. També tenien interès les baranes de dos edificis bessons localitzats a l'inici del Passeig Andrade que es van demolir recentment. Tots aquests elements han d'interpretar-se únicament com a ressons de l'estètica modernista.
Com ja s'ha indicat, el modernisme va ser fonamentalment un fenomen urbà, associat a aquelles poblacions amb una burgesia influent. Per això en aquesta comarca es manifesta fonamentalment, encara que amb certa timidesa, a Alcanyís. De totes maneres, el fet que els edificis modernistes siguin conseqüència d'iniciatives puntuals de particulars, amb suficients recursos econòmics per a pagar els corresponents encàrrecs i que aquests edificis servien com a signe de distinció social, possibilita que en algun cas, com ocorre amb la casa Buñuel de Calanda, es construeixin en poblacions relativament petites. Aquest edifici va ser manat construir, a la plaça principal de la població, pel pare del cineasta Luis Buñuel, al seu retorn de Cuba, on va «fer fortuna». Es construir el 1900 pel famós arquitecte aragonès Ricardo Magdalena Tabuenca. S'hi manifesta com el modernisme es va introduir progressivament en l'arquitectura aragonesa a través de l'associació amb l'arquitectura més tradicional i eclèctica. Hi conviuen l'eclecticisme de l'exterior amb el marcat modernisme de l'interior, reflectit en una cancel·la i diversos elements de ferro forjat, en la pintura mural decorativa del saló principal amb motius geomètrics i florals, o en les formes sinuoses de les xemeneies i mobiliari.

## Bibliogràfica
- Hernández Martínez, Ascensión. La Historia Local en la España Contemporánea. Estudios y reflexiones desde Aragón, [actas del I Congreso de Historia Local de Aragón, Mas de las Matas (Teruel), del 3 al 5 de julio de 1997] (en castella).  Saragossa / Barcelona: Universidad de Zaragoza / L'Avenç, 1999, p. 305-311. ISBN 84-88839-10-3.
- Poblador Muba, María Pilar. «La arquitectura modernista en Alcañiz: La casa Taboada». A: {{{títol}}} (en castella).  Saragossa / Barcelona: Universidad de Zaragoza / L'Avenç, p. 451-465. ISBN 84-88839-10-3.
- Thomson Llisterri, Teresa. «El Modernismo en el Bajo Aragón». A: José Ignacio Micolau Adell & Teresa Thomson Llisterri. {{{títol}}}.  Saragossa: Govern d'Aragó, 2005, p. 171-173 (Territorio, núm. 18). ISBN 84-7753-391-1.